# Centro Deportivo Miécimo da Silva

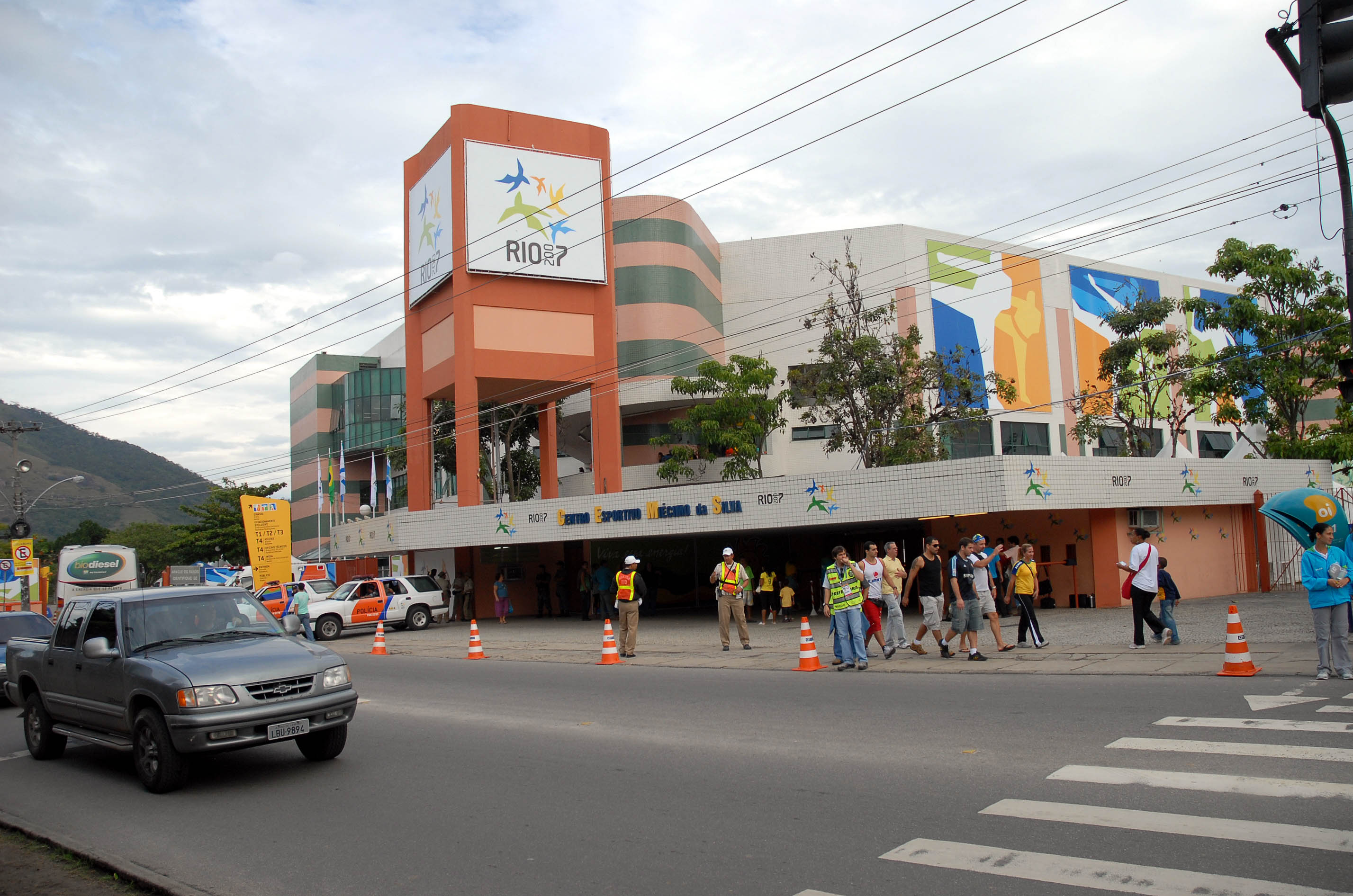
Centro Deportivo Milésimo da Silva

El Centro Deportivo Milésimo da Silva (en portugués Centro Deportivo Milécimo da Silva) es un complejo deportivo ubicado en Río de Janeiro, Brasil. 
Fue inaugurado en 1997, pertenece a la Prefectura de Río de Janeiro y es considerado el complejo deportivo más grande que sea administrado por una Prefectura en todo el país. El gimnasio lleva por nombre «Algodão» en honor al baloncestista Zeny de Azevedo considerado uno de los mejores de Brasil. Tiene un área de construcción de 64.000 m² (metros cuadrados) con capacidad para albergar 3.835 espectadores en el gimnasio y 1.953 en el estadio.
Fue reformado especialmente para los Juegos Panamericanos de 2007 para albergar las disciplinas de fútbol, karate, squash y patinaje. Además fue el escenario más lejano de la Villa Olímpica en los Juegos Panamericanos a unos 40 km de recorrido.